# "Heroes"
|  | For andre betydninger, se Heroes |
"Heroes" er et album udgivet den 14. oktober 1977 af David Bowie på RCA Records. Det er David Bowies 12. studiealbum og udgør anden del af Bowies "Berlin Trilogi". 
Albummet blev produceret og mikset af David Bowie og Tony Visconti. Det blev indspillet hos Hansa by the wall i Berlin og er det eneste af de tre album i trilogien (de øvrige er Low og Lodger), hvor alle indspilninger er foretaget i Berlin. 
Albummet modtog ved udgivelsen positiv kritik og blev af NME udpeget som "NME album of the year". Titelsangen er fortsat en af Bowies bedst kendte sange og albummet er optaget i bogen 1001 Albums You Must Hear Before You Die.
Albummet blev oprindeligt udgivet på LP, men er flere gange blevet genudgivet på CD.

## Numre
Alle sange er skrevet af David Bowie, bortset fra "Heroes", "Moss Garden" og "Neuköln" (skrevet af Bowie/Brian Eno) og "Secret Life of Arabia" (Bowie/Eno/Carlos Alomar).

### Side 1
1. "Beauty and the Beast"
2. "Joe the Lion"
3. "Heroes"[a]
4. "Sons of the Silent Age"
5. "Blackout"

### Side 2
1. "V-2 Schneider"
2. "Sense of Doubt"
3. "Moss Garden"
4. "Neuköln"
5. "Secret Life of Arabia"

## Musikere
- David Bowie – vokalist, keyboard, guitar, saxofon, koto.
- Carlos Alomar – rytmeguitar.
- Dennis Davis – perkussion.
- George Murray – El-bas.
- Brian Eno – synthesizer, keyboards, guitarbehandling.
- Robert Fripp – leadguitar.
- David Bowie, Tony Visconti og Antonia Mass – kor

### Uddybende noter
1. 1 2  Anførselstegnene er en del af navnet.[1]